# بچه‌ها (فیلم)
بچه‌ها (انگلیسی: Kids) فیلمی در ژانر درام به کارگردانی لری کلارک است که در سال ۱۹۹۵ منتشر شد. از بازیگران آن می‌توان به کلویی سونی، رزاریو داوسون، لئو فیتزپاتریک و جاستین پیرس اشاره کرد.

## داستان فیلم
پسری به نام تلی که عاشق رابطه با دختران باکره است، با دوستش کسپر شرط می‌بندد که بتواند در یک روز با دو دختر باکره رابطه جنسی برقرار کند؛ از طرفی دختری به نام جنی درمیابد که به اچ‌آی‌وی (HIV) مبتلا شده‌است. او که فقط یکدفعه آنهم با تلی رابطه داشته‌است، برای آنکه او را آگاه سازد، به دنبال او می‌گردد.